# Saša Einsiedler
Saša Einsiedler, slovenska pevka zabavne glasbe, televizijska voditeljica, trenerka javnega nastopanja in avtorica priročnikov, * 15. julij 1967, Kranj
Študirala je novinarstvo. Po koncu televizijske kariere je dlje časa samostojno ustvarjala radijsko oddajo Živimo lepo.
Je lastnica izobraževalnega podjetja Heliopolis.

### Petje
V 80. letih je bila pevka skupine Rdeči baron.

### Radio in televizija
Leta 1985 je začela delati kot napovedovalka na radijskem programu Radio Glas Ljubljane (sprejeta je bila skupaj s Sašo Gerdej, s katero je pogosto sodelovala tudi na televiziji), kasneje pa kot televizijska voditeljica razvedrilnih oddaj RTV Slovenije (Titanik, Komu gori pod nogami, Jesenski, Pomladni, Zimski, Poletni 3X3…), bila je tudi na POP TV (Pop kviz, 1,2,3 - Kdo dobi?, Pod srečno zvezdo, Oprostite, prosim!).

## Televizijske oddaje
- Glasbeni ropot (TV Slovenija)
- Videonoč (TV Slovenija)
- Titanik (s Sašom Hribarjem) (TV Slovenija)
- Vrtiljak ali Komu gori pod nogami (s Sašo Gerdej) (TV Slovenija)
- POP Kviz (POP TV)
- 1,2,3 - kdo dobi? (POP TV)
- Parada (TV Slovenija)

## Diskografija
- TV in radio voditelji prepevajo. ZKP RTV, 1996 (COBISS)